# Печера Орловача
Печера Орловача (серб. Пећина Орловача) — печера на території громади Пале Республіки Сербської в Боснії і Герцеговині.Друга за довжиною печера в Боснії і Герцеговині і найдовша печера в складі Республіки Сербської. Розташована на горі Орловача, за 10 кілометрів на захід від Пале і за 15 кілометрів на схід від Сараєво. Раніше була відома як Печера Сави.

## Опис
Вхід знаходиться у прямовисній скелі над селом Сумбуловац, на висоті 1056 метрів над рівнем моря. Перший план печери складений у 1975 році, пізніше був виявлений і розчищений другий вхід у печеру, завалений камінням. Загальна глибина близько 560 метрів, загальна довжина обстежених ходів близько 2500 метрів. У печері чотири рівні, в нижньому тече річка Синева. Безліч натічних утворень: сталактит, сталагміт, та інших. Мікроклімат порожнини стабільний: протягом усього року температура становить 8,8 °C, а вологість більше 90 %.
У печері знайдені кістки печерного ведмедя. Ці кістки зберігаються в музеї печери. В околицях печери зроблені також археологічні знахідки: залишки сокири і фрагменти кераміки.

## Охоронний статус і використання
З 2011 року печера є пам'яткою природи, площа пам'ятнки 27,1 га. З 1980 частина ходів печери були обладнані і відкриті для туристів, але з 1992 у зв'язку з війною відвідування припинилися. Знову відкрита для туристів з 2002 року.